# Parthenicus nicholi
Parthenicus nicholi är en insektsart som beskrevs av Knight 1925. Parthenicus nicholi ingår i släktet Parthenicus och familjen ängsskinnbaggar. Inga underarter finns listade i Catalogue of Life.